# Kołatek czarny
Kołatek czarny (Ernobius nigrinus) – gatunek małego chrząszcza z rodziny kołatkowatych (Anobiidae). Występuje w Europie, w tym w Polsce.
Niewielki chrząszcz barwy brunatnej i wielkości ok. 4 mm. Zamieszkuje lasy iglaste, jego larwy żerują w usychających pędach sosny. Nie posiada znaczenia gospodarczego, nie wyrządza większych szkód.